# Sarah Lucas
Sarah Lucas (* 1962 in Holloway, London) ist eine britische Künstlerin (Objekte, Installationen, Fotografie, Collagen).

## Leben und Karriere
Von 1982 bis 1983 besuchte Lucas das Working Men’s College in London, 1983 bis 1984 das London College of Printmaking. 1984 bis 1987 studierte sie am Goldsmiths College. Ihre erste Soloausstellung trug den Namen „A Penis nailed to a board“ und fand 1992 in der Londoner Galerie „City Racing“ statt. Dort lernte sie ihre spätere Geschäftspartnerin Tracey Emin kennen, mit der sie 1993 „The Shop“ öffnete.
Lucas gehört zu den Young British Artists, mit denen sie auch an berühmten Ausstellungen wie Freeze (1988), Brilliant! (1995), Sensation (1997) und Intelligence – New British Art 2000 in der Tate Britain teilnahm.
In ihren Arbeiten thematisiert Lucas die Beziehung von männlicher Lust und weiblichem Rollenverständnis. Sie lebt in London.

## Einzelausstellungen (Auswahl)
- 1997: Sarah Lucas Car-Park, Museum Ludwig Köln[3]
- 2005: Kunsthalle Zürich[4]
- 2020: Sarah Lucas Honey Pie, Gladstone Gallery New York[5]
- 2023: Sarah Lucas: Happy Gas, Tate Britain London[6]
- 2024: Kunsthalle Mannheim[7][8]

## Gruppenausstellungen (Auswahl)
- 1998: Sensation – Young British Artists from the Saatchi Collection, Hamburger Bahnhof, Berlin[9]
- 2011: Sarah Lucas Selfportraits, National Portrait Gallery, London[10]
- 2011: Von Engeln & Bengeln. 400 Jahre Kinder im Porträt, Lucas – Bosch – Gelatin, Kunsthalle Krems[11]
- 2015: Avatar and Atavism: Outside the Avant-Garde, Kunsthalle Düsseldorf, Düsseldorf[12]